# Песчаный (Серафимовичский район)
Песчаный  — хутор в Серафимовичском районе Волгоградской области. 
Административный центр Песчановского сельского поселения.

## География

### Улицы
| - ул. Аэродромная - ул. Зеленая - ул. Мира - ул. Молодежная - ул. Прохладная | - ул. Садовая - ул. Солнечная - ул. Степная - ул. Тракторная - ул. Центральная | - пер. Безымянный - пер. Ковыльный - пер. Луговой - пер. Узкий |

## Население
| 2010 |
| ---- |
| 616  |